# Szentgyörgyváry Károly
Szentgyörgyváry Károly (Siklós, 1949. július 11. – Pécs, 2013. október 20.) 18 éven át a Magyar Máltai Szeretetszolgálat Dél-Dunántúli Régiójának vezetője, elnökségi tagja.

## Élete
Szentgyörgyváry Károly 1949-ben született Siklóson, egy ismert, azonos nevű fotósdinasztiában, ahol a fotózás 102 éve apáról – mindig az egyik utódra száll. Károly azonban más pályát választott. Humán osztályban érettségizett 1967-ben Esztergomban, a Ferences rend Gimnáziumában, majd ezt követően az egészségügyben helyezkedett el. 26 évig főápolóként dolgozott Pécsett a mentőszolgálatnál.
1970-ben megnősült, felesége szociális gondozó volt. Nagycsaládból származott, és maga is öt fiúgyermeket nevelt fel, akiktől mára már 13 unokája született. Három fia az ismert Vivat Bacchus nevű, egy öt főből álló a cappella énekegyüttes tagja.
Jó keresztényként, egyre inkább úgy érezte a Gondviselő nemcsak a test gyógyítását bízta rá, hanem hivatása van a lelkek megmentésére is. A kilencvenes években ezért levelező tagozatos hittanári képzésen vett részt, melynek eredményeképpen a pécsi Felsővámház utcai iskolában működött hitoktatóként, 1995-től – másfél évtizeden át.
Ugyanebben az időben már kapcsolatban állt az éppen alakuló Magyar Máltai Szeretetszolgálattal, egy katolikus jótékonysági hálózattal. A Szeretetszolgálat a Szuverén Máltai Lovagrend nemzetközi családjának tagja, amely az alapvető feladatát ebben a mondatban foglalja össze: "Tuitio fidei et obsequium pauperum – A hit védelme és a szegények istápolása". Szentgyörgyváry Károly a Pécsi Csoport alakulásában aktívan részt vett, és 1995-től haláláig vezette a régió csoportjait, „igazi máltai, keresztény segítő lelkülettel és nagyon gyakorlatias intézkedésekkel.”
Egy 2012-es újságinterjúban ő maga így vallott erről az életszemléletről: „Az embert és az életet a legfontosabb értéknek tartom. Másrészt senkit nem úgy ringatott az édesanyja, hogy ’na, te kis bankrablóm’, mindenkiben ott rejlik egy szikrányi rész a Teremtőből, s Neki szolgálni úgy hiszem, a legszebb, legizgalmasabb feladat.”
Szervező munkájának köszönhetően, 2007-ben adták át Pécsett azt a krízisszállót, melyet hajléktalan férfiak számára nyitottak a Janus Pannonius utcában. Ekkor egy 35 négyzetméteres szobában összesen húsz hajléktalannak jutott fekvőhely. Ugyanitt egyébként már 2000 óta a Máltai Szeretetszolgálat nappali melegedőt, fürdőt és mosodát működtetett. Télen pedig 120-150 hajléktalan melegedhetett itt. Mindezt főképp adományokból építették meg, rendezték be.
Ebben az időben ez volt a második ilyen célra szánt intézmény a pécsi önkormányzat többségi tulajdonában lévő Pécsi Támasz Alapítvány mellett. Ahol éjszakánként 110 férfi és 40 nő pihenhetett, illetve a melegedőjében 40 alhatott. Azóta a Tüskésréti Remény Házával is bővült a hajléktalanok számára szállást kínáló intézmények száma.

### Halála
2012-ben megtámadta szervezetét a rák. A műtét és kezelések fájdalmának elviselése mellett is dolgozott tovább egy nagyobb projekten. Ennek célja részben a Máltai Szeretetszolgálat pécsi – Janus Pannonius utcai – épületének felújítása, részben önkéntesek és szakemberek toborzása, képzése volt. 2013 október végével eredményesen zárult a kétéves program, a Szeretetszolgálat épülete felújult.
Szentgyörgyváry Károly a birtokbavételt már nem élvezhette, ez utolsó földi feladatát elvégezve, 2013 október 20-án, vasárnap este távozott az élők köréből: „Szeressétek egymást.” mondta búcsúzóul hozzátartozóinak.

## Elismerés, kitüntetés
2006-ban a pécsi bazilika búcsúnapján, június 29-én, nagymise keretében Mayer Mihály pécsi püspök a plébániák azon munkatársainak, akik az egyházközségükben kiemelkedő munkát végeztek, kitüntető oklevelet adott át, köztük a Pécs, Szent Ágoston-plébánia munkatársának, Szentgyörgyváry Károly hitoktató és máltai vezető-nek is.